# Saimir Pirgu
Saimir Pirgu (Elbasan, el 23 de septiembre de 1981) es un tenor albanés. En 2014 se le concedió la ciudadanía italiana por el presidente de la República Italiana, Giorgio Napolitano.

## Biografía
Ha estudiado canto en el Conservatorio di musica Claudio Monteverdi de Bolzano con Vito Maria Brunetti.
A los 22 años fue descubierto por Claudio Abbado, que lo ha seleccionado para interpretar el papel de Ferrando en Così fan tutte de Mozart. Colabora regularmente con los más prestigiosos teatros e instituciones musicales del mundo: Teatro alla Scala de Milán, Opéra National de París, Royal Opera House de Londres, Metropolitan Opera de Nueva York, Staatsoper de Viena, Gran Teatre del Liceu de Barcelona, Teatro Bolshoi de Moscú, Staatsoper y Deutsche Oper de Berlín, Festival de Salzburgo, Musikverein de Viena, Bayerische Rundfunk de Munich y Concertgebouw de Ámsterdam. 
Ha sido dirigido por las batutas de Riccardo Muti, Claudio Abbado, Mariss Jansons, Zubin Mehta, Nikolaus Harnoncourt, Lorin Maazel, Seiji Ozawa, Gianandrea Noseda, Daniel Barenboim, James Conlon, Antonio Pappano, Daniele Gatti.
Ha trabajado con Franco Zeffirelli, Woody Allen, Peter Stein, Graham Vick, Willy Decker, Deborah Warner, Luca Ronconi, Kasper Holten, David McVicar, Ferzan Ozpetek, Mario Martone, Michael Haneke, Robert Carsen, Ursel and Karl-Ernst Herrmann.
Entre sus últimas actuaciones destacan La condenación de Fausto en el Teatro Bolshoi de Moscú, Rigoletto y Król Roger en la Royal Opera House de Londres, La Traviata en la Metropolitan Opera de Nueva York, Santa Fe Opera y Staatsoper de Berlín, La flauta mágica en el Teatro alla Scala de Milán, L'elisir d'amore en la Staatsoper de Viena y Deutsche Oper de Berlín, Lucia di Lammermoor en la Los Angeles Opera, La Traviata e I Capuleti e i Montecchi en la San Francisco Opera, La Bohème en el Gran Teatre del Liceu de Barcelona, Un Ballo in Maschera en Tel Aviv, La clemenza di Tito en la Opeéra National de París, Rigoletto en la Arena de Verona y en la Staatsoper de Viena, La Bohème y Lucia di Lammermoor en la Washington National Opera, Requiem de Mozart en el Chicago Symphony Center, Requiem de Verdi en el Festival de Salzburgo, Musikverein de Viena, Bayerische Rundfunk en Munich, Philharmonie de París y Concertgebouw de Ámsterdam.
Saimir Pirgu ha obtenido el primer premio en los concursos internacionales Caruso de Milán y Tito Schipa de Lecce, ambos en el año 2002. Ha sido distinguido con el Premio Franco Corelli de Ancona en 2009 y con el Premio Pavarotti D'Oro en 2013.
En enero de 2016 se ha publicado su último álbum Il Mio Canto, editado por Opus Arte.